# Delphi.NET
Delphi.NET - це мова програмування Delphi, яку розробили для архітектури .NET 
Мова Delphi.NET дещо відрізняється від використовуваної для програм Win32. Delphi.NET підтримує Framework 1.0, 1.1, 2.0. В даний час розробники мову Delphi.NET більше не розвивають. Її замінили на мову Delphi Prism. 

## Особливості та функціональність
- Код, створений у Delphi для Win32 з використанням компонентів VCL, можна передати на платформу .NET, завдяки VCL.NET.
- Підтримує: Blackfish SQL, Microsoft SQL, Oracle, DB2, Informix, Sybase
- Драйвери DbExpress для InterBase і MySQL
- Компоненти DbGO для Microsoft ADO (MDAC 2.8)
- Компоненти BDE з підтримкою баз dBASE і Paradox
- Компоненти Indy (Internet Direct)

## Історія
У 2003 році вирішили ввести мову Delphi в платформу .NET. Багато проектів, що написані на Delphi для Win32, можна було перенести на цю платформу майже автоматично, оскільки ця мова має еквівалент стандартних бібліотек VCL Delphi для .NET, що має назву VCL.NET. Розробка та підтримка VCL.NET поглинула значні ресурси від Borland, виробника компілятора Delphi.NET. Через компілятор VCL.NET та фінансові складності, Borland втратила місце лідера на ринку програмного забезпечення. Хоча стандарт .NET відкритий і вільний, нові правила і можливості Microsoft (компанія, що зародила ідею .NET) публікує лише з середовищами програмування, що розробляє вона сама. Це викликало повільний розвиток всіх .NET мов, що Microsoft не підтримувала, включно з мовою Delphi. NET. Додаткову складність у розробці мови Delphi.NET додала політика Microsoft, яка полягала в частому випуску нових версій .NET, несумісних між собою. .NET 2.0, крім версії, мала архітектуру, що відрізнялась від .NET 1.0 і .NET 1.1. Версія .NET 3.0 була сумісною з молодшими версіями, але, в свою чергу, Microsoft внесла зміни в архітектуру платформи 3.0 стосовно .NET 2.0, а не тільки стосовно її розширення. Оскільки дуже складно адаптувати Delphi.NET до постійно мінливих стандартів, CodeGear, яка відокремилась від Borland і ту, що купила Embarcadero, відмовилась від розробки Delphi.NET в 2008 році, коли Embarcadero офіційно оголосила про випуск нового компілятора Delphi Prism. Нова мова - це комбінація Delphi і Oxygene.